# Paul Goldstein (tennisser)
Paul Goldstein (Washington D.C., 4 augustus 1976) is een voormalig Amerikaanse tennisspeler die tussen 1998 en 2008 als prof uitkwam op de ATP-tour.
Goldstein wist geen enkele ATP-toernooizege te behalen, wel stond hij in vijf dubbelspelfinales. Hij won de gouden medaille bij de Pan-Amerikaanse Spelen 1999 in Winnipeg door in de finale zijn landgenoot Cecil Mamiit te verslaan.
Voor zijn profcarrière speelde Goldstein Collegetennis voor Stanford-universiteit.

## Palmares

### Dubbelspel
| Nr.                           | Datum            | Toernooi         | Ondergrond    | Partner         | Tegenstanders in finale           | Score               | Details |
| ----------------------------- | ---------------- | ---------------- | ------------- | --------------- | --------------------------------- | ------------------- | ------- |
| Verloren finales heren dubbel |                  |                  |               |                 |                                   |                     |         |
| 1.                            | 26 november 2000 | ATP Brighton     | Hardcourt (i) | Jim Thomas      | Michael Hill Jeff Tarango         | 3-6, 5-7            | Details |
| 2.                            | 16 februari 2003 | ATP San José     | Hardcourt (i) | Robert Kendrick | Lee Hyung-taik Vladimir Voltsjkov | 5-7, 6-4, 3-6       | Details |
| 3.                            | 19 februari 2006 | ATP San José     | Hardcourt (i) | Jim Thomas      | John McEnroe Jonas Björkman       | 6–7(2), 6-4, [7-10] | Details |
| 4.                            | 23 juli 2006     | ATP Indianapolis | Hardcourt     | Jim Thomas      | Bobby Reynolds Andy Roddick       | 4-6, 4-6            | Details |
| 5.                            | 8 oktober 2006   | ATP Tokio        | Hardcourt (i) | Jim Thomas      | Ashley Fisher Tripp Phillips      | 2-6, 5-7            | Details |

## Prestatietabel
| Legenda | Legenda                          |
| ------- | -------------------------------- |
| g.t.    | geen toernooi gehouden           |
| l.c.    | lagere categorie                 |
| –       | niet deelgenomen                 |
| G       | uitgeschakeld in de groepsfase   |
| 1R      | uitgeschakeld in de eerste ronde |
| 2R      | uitgeschakeld in de tweede ronde |
| 3R      | uitgeschakeld in de derde ronde  |
| 4R      | uitgeschakeld in de vierde ronde |
| KF      | uitgeschakeld in de kwartfinale  |
| HF      | uitgeschakeld in de halve finale |
| F       | de finale verloren               |
| W       | het toernooi gewonnen            |
| w-v     | winst/verlies-balans             |

### Prestatietabel grand slam, enkelspel
| Toernooi        | 1993 | 1994 | 1998 | 1999 | 2000 | 2001 | 2004 | 2005 | 2006 | 2007 |
| --------------- | ---- | ---- | ---- | ---- | ---- | ---- | ---- | ---- | ---- | ---- |
| Australian Open | –    | –    | –    | 3R   | 1R   | 2R   | –    | –    | 2R   | 1R   |
| Roland Garros   | –    | –    | –    | –    | 2R   | 1R   | –    | –    | 1R   | –    |
| Wimbledon       | –    | –    | –    | 3R   | 3R   | –    | –    | 1R   | 1R   | –    |
| US Open         | 1R   | 1R   | 2R   | 2R   | 1R   | –    | 2R   | 1R   | 2R   | 1R   |

### Prestatietabel grand slam, dubbelspel
| Toernooi        | 1994 | 1998 | 1999 | 2000 | 2001 | 2005 | 2006 | 2007 |
| --------------- | ---- | ---- | ---- | ---- | ---- | ---- | ---- | ---- |
| Australian Open | –    | –    | –    | 1R   | 1R   | –    | 1R   | 1R   |
| Roland Garros   | –    | –    | 2R   | 1R   | 1R   | –    | –    | –    |
| Wimbledon       | –    | –    | 1R   | 2R   | –    | –    | 1R   | –    |
| US Open         | 1R   | 1R   | 1R   | 2R   | 1R   | HF   | KF   | 1R   |